# Gallorömische Kultur

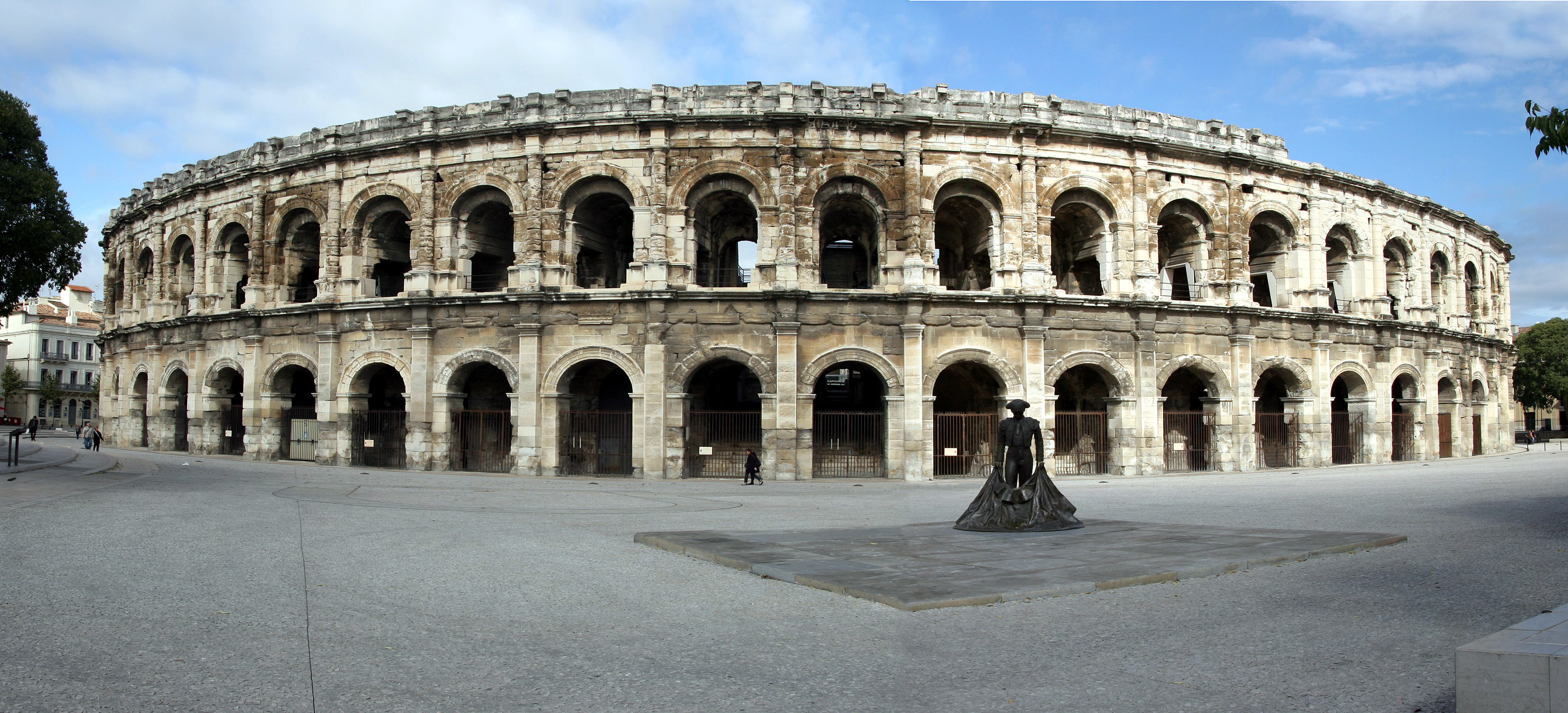
Amphitheater von Nîmes

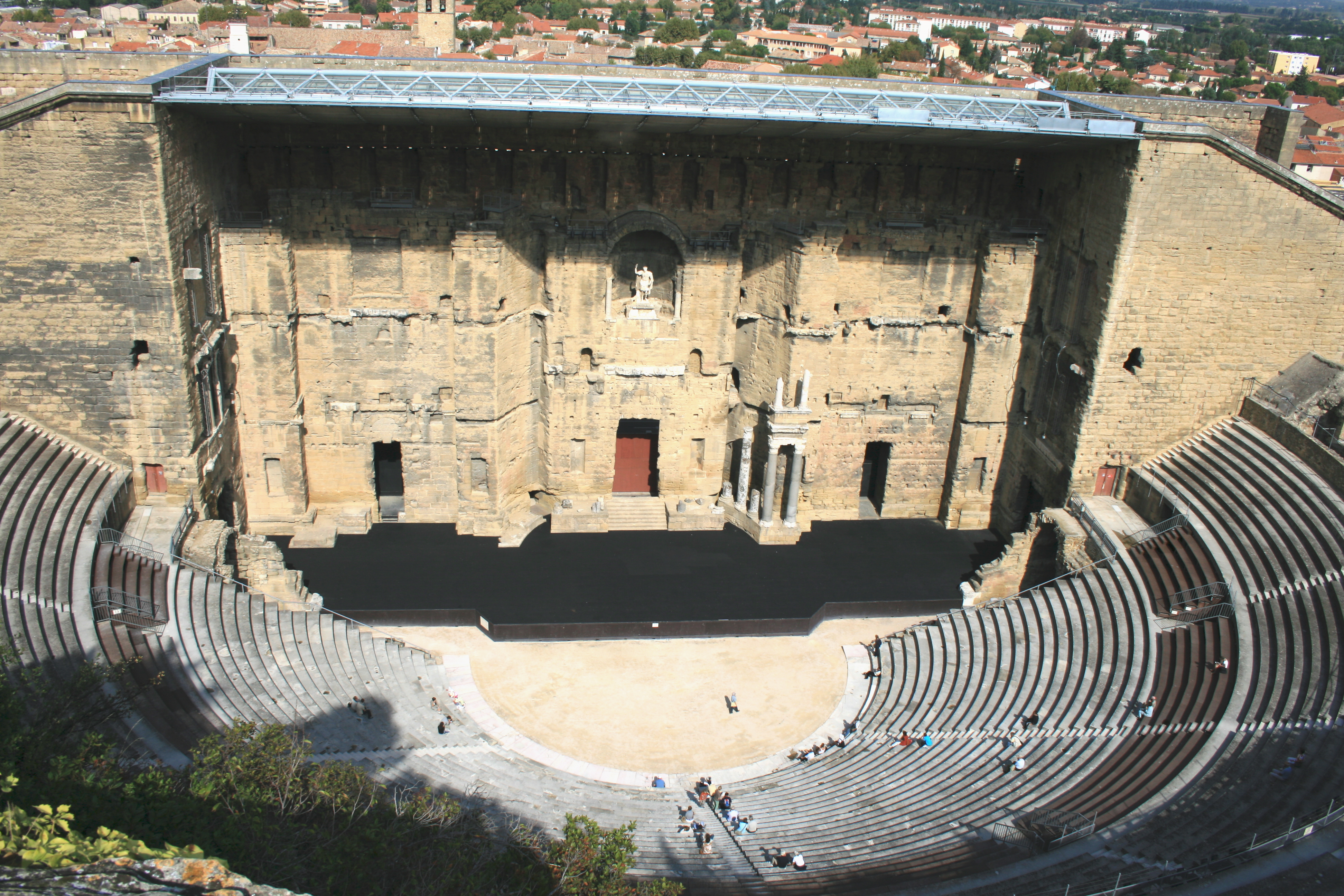
Theater von Orange

Als gallorömische Kultur wird die von der antiken römischen Zivilisation in Gallien beeinflusste Kultur bezeichnet.

## Geschichte
Die gallorömische Kultur entwickelte sich im Laufe der Romanisierung Galliens in der Zeit nach Augustus. Speziell gallorömisch geprägt waren die südlichen und mittleren Regionen Galliens, wie Gallia Narbonensis, welche sich später zu Okzitanien entwickelte, Aquitanien und die Auvergne. Der Norden Galliens war im Vergleich dazu weniger stark römisch geprägt, dennoch war auch hier der kulturelle Einfluss Roms bemerkbar, wie etwa in Augusta Treverorum (Trier), das zur Gallia Belgica gehörte und im 3./4. Jahrhundert zur Kaiserresidenz aufstieg.
Bei der Entstehung der Galloromanen spielt weniger die ethnische Verschmelzung zwischen gallischer Bevölkerung und römischen Truppen (bei denen es sich mehrheitlich nicht um „echte“ Römer, sondern um Soldaten aus anderen Teilen des Römischen Reiches handelte) die entscheidende Rolle, sondern vielmehr die Übernahme der römischen Kultur und Sprache. Vor allem in den Städten romanisierte sich die gallische Bevölkerung rasch. In geringerem Umfang bestanden vermutlich auch gallische Traditionen fort, die von der römischen Oberschicht übernommen wurden.
Noch heute sind mehrere Amphitheater, Theater und Aquädukte in Südfrankreich zu besichtigen, die den hohen Grad der Romanisierung in diesem Raum belegen. Römisch geprägt waren Städte wie Arles (ab dem Beginn des 5. Jahrhunderts Sitz der gallischen Prätorianerpräfektur), Autun, Cassinomagus, Narbonne, Nîmes, Lyon, Orange, Vienne und Saintes. Seit der Herrschaft des Kaisers Claudius stiegen viele gallische Aristokraten in den Senat auf und wurden so von Beherrschten zu Herrschenden. Die gallischen Eliten waren in dieser Zeit längst gründlich romanisiert.
In der Krisenzeit des Imperiums im 3. Jahrhundert war Gallien einige Jahre Teil des Imperium Galliarum, welches sich von der römischen Zentralgewalt gelöst hatte (260–274), bis es von Kaiser Aurelian wieder eingegliedert werden konnte. Um diese Zeit kam es auch zu Unruhen in der weniger stark romanisierten Landbevölkerung (siehe Bagauden).

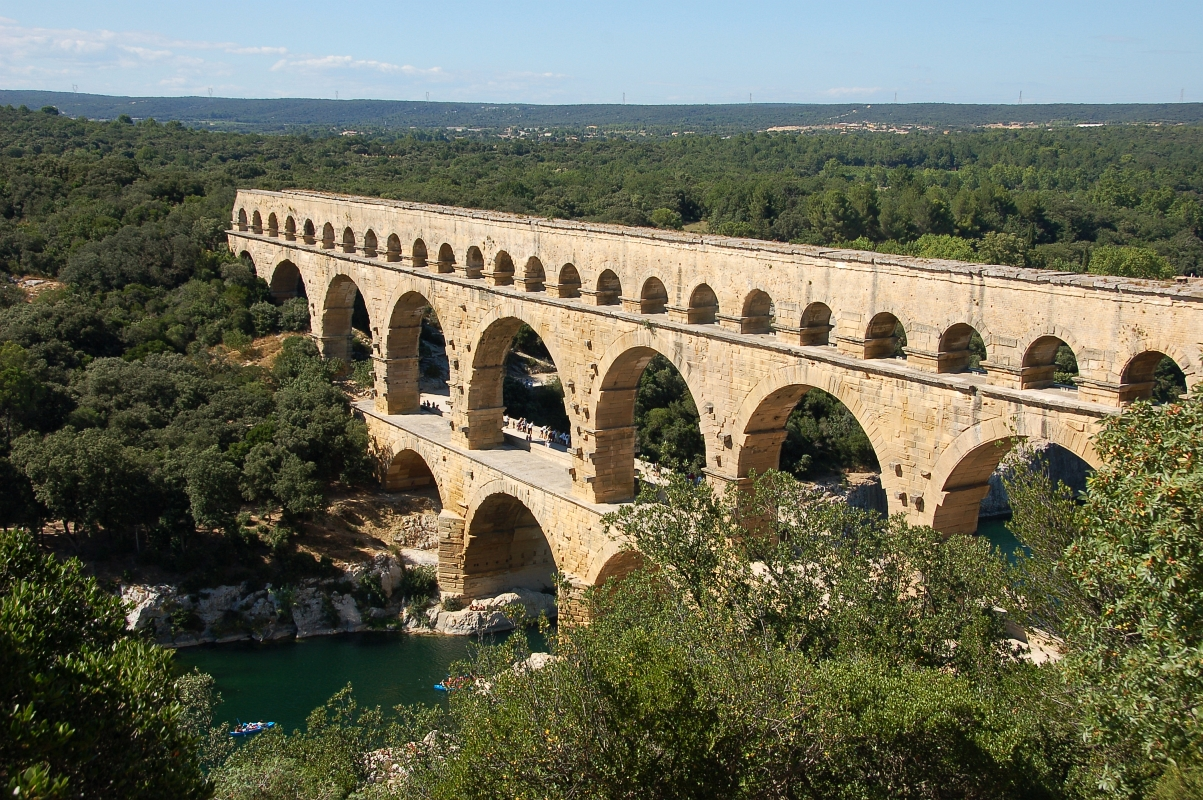
Römische Aquäduktbrücke Pont du Gard in Südfrankreich

Im Laufe der Spätantike, als germanische Krieger im Zuge der so genannten Völkerwanderung in das Imperium Romanum gelangten und nach dem Zusammenbruch Westroms in Gallien eigene Herrschaften errichteten, kam es zu einer Transformation der gallorömischen Kultur, wenngleich sich vor allem im Süden die Reste der römischen Zivilisation länger halten konnten als in vielen anderen Teilen des auseinanderbrechenden Westreiches. Die Oberschicht Galliens (Gallorömischer Senatsadel) rivalisierte Mitte des 5. Jahrhunderts mit jener Italiens und versuchte im Jahr 455 mit Avitus einen der ihren als Kaiser durchzusetzen. Nach dem frühen Scheitern des Avitus (457) und dem Tod seines Nachfolgers Majorian (457–461) verlor die gallorömische Elite, deren Mitglieder vor allem im 4. Jahrhundert in höchste Reichsämter aufgestiegen waren, endgültig ihren Einfluss auf den Kaiser. Die Kirche übernahm Mitte bis Ende des 5. Jahrhunderts zunehmend die Rolle des zusammenbrechenden weströmischen Staates als Autorität.
Der bedeutendste Gallorömer des 5. Jahrhunderts war Sidonius Apollinaris, der klassisch gebildet war. Seine Briefe geben einen guten Einblick in die Verhältnisse Galliens in der Spätantike. Er stand mit mehreren anderen vornehmen Gallorömern in Kontakt, so unter anderem mit dem Bischof Ruricius von Limoges, der wiederum auch Kontakte zu Caesarius von Arles unterhielt.
Im Zuge des staatlichen Zusammenbruchs Westroms suchten die Gallorömer nun andere Betätigungsfelder, wodurch die katholische Kirche zum Sammelpunkt wurde. Gallorömer, die zuvor eine weltliche römische Beamtenlaufbahn eingeschlagen hatten, traten nun in kirchliche Dienste. Dies betraf vor allem Mitglieder des gallischen Senatsadels, deren Vorfahren (gleich welcher Herkunft sie ursprünglich waren) im 4. und 5. Jahrhundert höhere römische Staatsämter bekleidet hatten und im Reichsdienst aufgestiegen waren. Sie zählten zur vornehmsten Schicht der gallorömischen Gesellschaft und waren in der Folgezeit wichtige Träger spätantiker kultureller Traditionen. Ihre hervorgehobene soziale Stellung bemühten sie sich nun durch Ausübung lokaler bzw. kirchlicher Ämter zu bewahren.
In Nordgallien etablierten sich im Zeitraum von 461/62 bis 486/87 selbstständige römische Herrschaften unter Aegidius, Paulus und Syagrius, während der comes Arbogast der Jüngere die Region um Trier noch einige Zeit hielt, nachdem die Westgoten, Burgunden und Franken immer größere römische Gebiete unter ihre Kontrolle gebracht hatten. Als der fränkische rex Chlodwig I., der von 486/87 bis 511 zum bedeutendsten Herrscher in Gallien aufstieg, zum Christentum übertrat, erleichterte dies die Integration der Franken in die gallorömische Gesellschaft. Die Merowinger nutzten die gallorömischen Eliten (in erster Linie die Bischöfe, wie beispielsweise um 500 Caesarius von Arles oder Remigius von Reims) für ihren Verwaltungsapparat, der sich noch lange am römischen Vorbild orientierte. Noch bis ins 7. Jahrhundert hinein stellte die gallorömische Führungsschicht in Südgallien einen bedeutenden Machtfaktor dar, besonders aufgrund der relativ starken Stellung der Bischöfe in den Civitates.
Der Rückzug der an der Antike orientierten gallorömischen Kultur kündigte sich in dieser Zeit bereits an, doch die klassische Bildung war noch im ausgehenden 6. Jahrhundert ein Elitekennzeichen, durch das sich Männer wie der Dichter Venantius Fortunatus oder der gallorömische Bischof und bedeutende Geschichtsschreiber Gregor von Tours (der selbst einer senatorischen Familie entstammte) von den kriegerischen „Barbaren“ abzuheben suchten. Dies galt umso mehr, als Gallien im beginnenden Frühmittelalter von den katholischen Merowingern beherrscht wurde, so dass die Konfession nun als Unterscheidungsmerkmal wegfiel.